# Phyllonorycter adenocarpi
Phyllonorycter adenocarpi is een vlinder uit de familie mineermotten (Gracillariidae). De wetenschappelijke naam is voor het eerst geldig gepubliceerd in 1863 door Staudinger.

## Kenmerken
De spanwijdte is ongeveer 8 mm. Volwassenen vliegen in mei en augustus in twee generaties in West-Europa.
De larven voeden zich met Adenocarpus hispanicus. Ze ontginnen de bladeren van hun waardplant. Ze creëren een onderzijdige vouwmijn. De verpopping vindt plaats in de mijn.

## Voorkomen
De soort komt voor in Europa.